# Сату-Ноу (Мунтеній-де-Сус, Васлуй)
Сату-Ноу (рум. Satu Nou) — село у повіті Васлуй в Румунії. Входить до складу комуни Мунтеній-де-Сус.
Село розташоване на відстані 282 км на північний схід від Бухареста, 6 км на північ від Васлуя, 52 км на південь від Ясс, 142 км на північ від Галаца.

## Населення
За даними перепису населення 2002 року у селі проживали 2247 осіб, усі — румуни. Усі жителі села рідною мовою назвали румунську.